# 名古屋市立金城小学校
名古屋市立金城小学校（なごやしりつ きんじょうしょうがっこう）は、名古屋市北区金城三丁目の公立小学校。

## 歴史

### 沿革
- 1901年（明治34年）
  - 4月1日 - 西春日井郡金城村大字田幡字森下247において、金城尋常小学校として設立[WEB 2]。
  - 7月1日 - 多奈波太神社の東側に新校舎が完成[WEB 2]。
- 1917年（大正6年） - 金城尋常高等小学校となる[WEB 2]。
- 1921年（大正10年） - 名古屋市編入に伴い、名古屋市金城尋常高等小学校となる[WEB 2]。
- 1928年（昭和3年） - 校地が現在地に移転[WEB 2]。
- 1931年（昭和6年） - 名古屋市立上名古屋小学校成立により、学区の一部を割譲[WEB 2]。
- 1938年（昭和13年） - 高等科独立に伴い、名古屋市金城尋常小学校と改称[WEB 2]。
- 1941年（昭和16年） - 名古屋市金城国民学校と改称[WEB 2]。
- 1947年（昭和22年） - 名古屋市立金城小学校と改称[WEB 2]。
- 1961年（昭和36年） - 分校が名古屋市立東志賀小学校として分離独立[WEB 2]。
- 1999年（平成11年） - トワイライトスクール開設[WEB 2]。

### 児童数の変遷
『愛知県小中学校誌』（2018年）によると、児童数の変遷は以下の通りである。
| 1947年（昭和22年） | 923人  |  |
| 1957年（昭和32年） | 2360人 |  |
| 1967年（昭和42年） | 1466人 |  |
| 1977年（昭和52年） | 1428人 |  |
| 1987年（昭和62年） | 835人  |  |
| 1997年（平成9年）  | 617人  |  |
| 2007年（平成19年） | 463人  |  |
| 2017年（平成29年） | 421人  |  |

## 通学区域
所管する名古屋市教育委員会は、2016年（平成28年）9月1日現在、北区のうち、金城町2丁目・金城一丁目・金城二丁目・金城三丁目・金城四丁目・駒止町・敷島町・城見通・田幡一丁目・田幡二丁目・西志賀町・平手町・元志賀町・八代町を通学区域として指定している。
また、卒業後の進学先は名古屋市立志賀中学校となっている。

## 交通アクセス
名古屋市営バス城見通二丁目停留所が最寄りバス停である。

### WEB
1. 1 2  名古屋市教育委員会事務局総務部企画経理課企画統計係 (2018年9月18日). “北区の小・中学校一覧”.   名古屋市. 2018年11月14日閲覧。
2. 1 2 3 4 5 6 7 8 9 10 11  “学校紹介”.   名古屋市立金城小学校. 2017年8月4日閲覧。
3. ↑  名古屋市教育委員会事務局子ども応援委員会制度担当部学校計画室計画係 (2016年9月1日). “名古屋市立小・中学校の通学区域一覧（北区）” (PDF).   名古屋市. 2017年7月23日閲覧。
4. ↑  名古屋市教育委員会事務局総務部教育環境計画室計画係 (2018年4月1日). “名古屋市立中学校区一覧（小→中）” (PDF).   名古屋市. 2018年11月14日閲覧。

### 書籍
1. ↑  六三制教育七十周年記念 愛知県小中学校誌 合同記念誌編集特別委員会 2018, p. 178.